# Péter Lipcsei
Péter Lipcsei (Kazincbarcika, 28 marzo 1972) è un ex calciatore ungherese di ruolo centrocampista.

## Palmarès

### Club
- Magyar Kupa: 6

Ferencváros: 1990-1991, 1992-1993, 1993-1994, 1994-1995, 2002-2003, 2003-2004
- Campionato ungherese: 4

Ferencváros: 1991-1992, 1994-1995, 2000-2001, 2003-2004
- Magyar Szuperkupa: 4

Ferencváros: 1993, 1994, 1995, 2004
- Campionato portoghese: 1

Porto: 1995-1996
- Nemzeti Bajnokság II: 1

Ferencváros: 2008-2009 (Girone Est)

### Individuale
- Capocannoniere della Coppa delle Coppe: 1

1991-1992 (6 gol)